# Rafael Natal
Rafael Natal Diniz Franca (Belo Horizonte, 25 de dezembro de 1982) é um lutador de artes marciais mistas (MMA) brasileiro, atualmente ele compete no peso-médio do Ultimate Fighting Championship. Natal compete no MMA desde 2005, participou de promoções como Ring of Combat antes do UFC.

## Carreira no MMA

### Background
Natal pratica Jiu Jitsu Brasileiro e há pouco tempo, foi graduado com o Quarto Grau da Faixa Preta por Vinicius "Draculino" Magalhães. Natal também é professor (instrutor) na academia de Renzo Gracie em Nova York, onde treina com Marcio Cruz e Rafael dos Anjos.
Natal começou sua carreira profissional no MMA em promoções menores e ele acumulou um cartel de 6-0, incluindo uma vitória sobre Danillo Villefort.

### Ultimate Fighting Championship
Natal, então assinou um acordo com o Shine Fights. No entanto, em julho de 2010, Renzo Gracie anunciou em seu site oficial, que Natal tinha assinado um contrato de quatro lutas com o UFC.
Natal fez sua estréia contra Rich Attonito no UFC Fight Night: Marquardt vs. Palhares. Natal perdeu a luta por Decisão Unânime. Natal foi derrubado no primeiro round. Ele se recuperou bem e ainda que conseguindo quedas, não o suficiente para vencer a Decisão.
Natal era esperado para enfrentar Jason MacDonald em 11 de dezembro de 2010 no UFC 124. No entanto, MacDonald mais tarde foi obrigado a se retirar da luta e foi substituído pelo novato Jesse Bongfeldt. A luta foi marcada como um empate pelos juízes. Natal venceu os dois primeiros rounds por 10-9, mas dois juízes marcaram o terceiro roundad como 10-8 para Bongfeldt levando ao Empate Majoritária (duas pontuações 28-28), após três rodadas. Os scorecards foram originalmente anunciado como um empate 30-30 unânime, mas quando as cópias dos scorecards foram distribuídos, o erro foi corrigido.
A próxima luta de Natal era esperado para ser contra Alessio Sakara no UFC Live: Sanchez vs. Kampmann, mas devido a uma lesão Natal foi substituído por Chris Weidman.
Natal era esperado para enfrentar Riki Fukuda em 6 de agosto de 2011, no UFC 133. No entanto, Fukuda foi forçado a se retirar da luta devido a uma lesão no joelho sofrida em um acidente de carro e foi substituído por Costa Philippou. Porém Philippou substituiu o lesionado Alessio Sakara na luta contra Jorge Rivera. Natal enfrentou então o ex-competidor do The Ultimate Fighter: Team Rampage vs. Team Forrest Paul Bradley . Natal derrotou Bradley por Decisão Unânime.
Natal enfrentou o estreante do UFC Michael Kuiper em 4 de fevereiro de 2012, no UFC 143. Ele venceu a luta por Decisão Unânime.
Natal enfrentou em seguida Andrew Craig em 11 de julho de 2012 no UFC on Fuel TV: Muñoz vs. Weidman. Depois de quase finalizar Craig, Natal perdeu por Nocaute no fim do segundo round.
Natal era esperado para enfrentar Magnus Cedenblad em 26 de janeiro de 2013 no UFC on Fox: Johnson vs. Dodson. No entanto, Cedenblad tirou da luta citando uma lesão foi substituído pelo recém-chegado Sean Spencer. Natal derrotou por Finalização no terceiro round.
Natal era esperado para enfrentar Chris Camozzi em 18 de maio de 2013 no UFC on FX: Belfort vs. Rockhold, substituindo o lesionado Cezar Mutante. Porém com a lesão de Costa Philippou que enfrentaria Ronaldo Souza, Camozzi então foi colocado para enfrentar Souza. Natal então enfrentou o estreante na promoção João Zeferino e venceu por decisão unânime.
Natal venceu o sueco Tor Troéng em 4 de setembro de 2013 no UFC Fight Night: Teixeira vs. Bader por decisão unânime.
Natal foi brevemente ligado à uma luta contra Ed Herman em 16 de novembro de 2013 no UFC 167, porém, com a saída de Lyoto Machida, Tim Kennedy ficou sem adversário e Natal o enfrentou no UFC: Fight for the Troops 3. Natal acabou nocauteado por um overhand do americano aos 4:40 do primeiro round.
A luta entre Natal e Herman foi remarcada para 10 de Maio de 2014 no UFC Fight Night: Brown vs. Silva, e Sapo perdeu por decisão unânime após três rounds equilibrados. Natal derrotou o americano Chris Camozzi em 5 de Setembro de 2014 no UFC Fight Night: Jacaré vs. Mousasi II por decisão dividida, em uma decisão muito polêmica.
Ele derrotou Tom Watson em 31 de Janeiro de 2015 no UFC 183 por decisão unânime e Uriah Hall em 23 de Maio de 2015 no UFC 187 por decisão dividida.
Natal enfrentou Kevin Casey em 30 de Janeiro de 2016 no UFC on Fox: Johnson vs. Bader. Natal venceu por Nocaute.
Natal foi derrotado por Robert Whittake em 23 de Abril de 2016 no UFC 197 Por decisão unânime.

## Cartel no MMA
| Cartel no MMA   |             |            |
| 31 lutas        | 21 vitórias | 9 derrotas |
| Por nocaute     | 4           | 6          |
| Por finalização | 8           | 0          |
| Por decisão     | 9           | 3          |
| Empates         | 1           | 1          |

| Res.    | Cartel | Oponente                  | Método                               | Evento                                  | Data       | Round | Tempo | Local                      | Notas           |
| ------- | ------ | ------------------------- | ------------------------------------ | --------------------------------------- | ---------- | ----- | ----- | -------------------------- | --------------- |
| Derrota | 21-9-1 | Eryk Anders               | Nocaute (socos)                      | UFC on Fox: Weidman vs. Gastelum        | 22/07/2017 | 1     | 2:54  | Long Island, New York      |                 |
| Derrota | 21-8-1 | Tim Boetsch               | Nocaute Técnico (socos)              | UFC: 205: Alvarez vs. McGregor          | 12/11/2016 | 1     | 3:22  | New York, New York         |                 |
| Derrota | 21-7-1 | Robert Whittaker          | Decisão (unânime)                    | UFC 197: Jones vs. St. Preux            | 23/04/2016 | 3     | 5:00  | Las Vegas, Nevada          |                 |
| Vitória | 21-6-1 | Kevin Casey               | Nocaute Técnico (socos)              | UFC on Fox: Johnson vs. Bader           | 30/01/2016 | 3     | 3:37  | Newark, New Jersey         |                 |
| Vitória | 20-6-1 | Uriah Hall                | Decisão (dividida)                   | UFC 187: Johnson vs. Cormier            | 23/05/2015 | 3     | 5:00  | Las Vegas, Nevada          |                 |
| Vitória | 19-6-1 | Tom Watson                | Decisão (unânime)                    | UFC 183: Silva vs. Diaz                 | 31/01/2015 | 3     | 5:00  | Las Vegas, Nevada          |                 |
| Vitória | 18-6-1 | Chris Camozzi             | Decisão (dividida)                   | UFC Fight Night: Jacaré vs. Mousasi II  | 05/09/2014 | 3     | 5:00  | Ledyard, Connecticut       |                 |
| Derrota | 17-6-1 | Ed Herman                 | Decisão (unânime)                    | UFC Fight Night: Brown vs. Silva        | 10/05/2014 | 3     | 5:00  | Cincinnati, Ohio           |                 |
| Derrota | 17-5-1 | Tim Kennedy               | Nocaute (socos)                      | UFC: Fight for the Troops 3             | 06/11/2013 | 1     | 4:40  | Fort Campbell, Kentucky    |                 |
| Vitória | 17-4-1 | Tor Troéng                | Decisão (unânime)                    | UFC Fight Night: Teixeira vs. Bader     | 04/09/2013 | 3     | 5:00  | Belo Horizonte             | Luta da Noite.  |
| Vitória | 16-4-1 | João Zeferino             | Decisão (unânime)                    | UFC on FX: Belfort vs. Rockhold         | 18/05/2013 | 3     | 5:00  | Jaraguá do Sul             |                 |
| Vitória | 15–4-1 | Sean Spencer              | Finalização (triângulo de braço)     | UFC on Fox: Johnson vs. Dodson          | 26/01/2013 | 3     | 2:13  | Chicago, Illinois          |                 |
| Derrota | 14–4-1 | Andrew Craig              | Nocaute (chute na cabeça)            | UFC on Fuel TV: Muñoz vs. Weidman       | 11/07/2012 | 2     | 4:52  | San Jose, California       |                 |
| Vitória | 14–3-1 | Michael Kuiper            | Deisão (unânime)                     | UFC 143: Diaz vs. Condit                | 04/02/2012 | 3     | 5:00  | Las Vegas, Nevada          |                 |
| Vitória | 13-3-1 | Paul Bradley              | Decisão (unânime)                    | UFC 133: Evans vs. Ortiz                | 06/08/2011 | 3     | 5:00  | Philadelphia, Pennsylvania |                 |
| Empate  | 12-3-1 | Jesse Bongfeldt           | Empate (majoritário)                 | UFC 124: St. Pierre vs. Kosheck II      | 11/12/2010 | 3     | 5:00  | Montreal, Quebec           |                 |
| Derrota | 12–3   | Rich Attonito             | Decisão (unânime)                    | UFC Fight Night: Marquardt vs. Palhares | 15/09/2010 | 3     | 5:00  | Austin, Texas              | Estréia no UFC. |
| Vitória | 12–2   | Travis Lutter             | Nocaute (socos)                      | Moosin: God of Martial Arts             | 21/05/2010 | 1     | 4:12  | Worcester, Massachusetts   |                 |
| Vitória | 11–2   | Allan Weickert            | Finalização (mata-leão)              | Ring of Combat 26                       | 11/09/2009 | 1     | 2:53  | Atlantic City, New Jersey  |                 |
| Derrota | 10–2   | Victor O'Donnell          | Nocaute Técnico (interrupção médica) | Ring of Combat 25                       | 12/06/2009 | 1     | 5:00  | Atlantic City, New Jersey  |                 |
| Vitória | 10–1   | Plinio Cruz               | Finalziação (mata-leão)              | Ring of Combat 24                       | 17/04/2009 | 2     | 3:13  | Atlantic City, New Jersey  |                 |
| Vitória | 9–1    | Alexandre Moreno          | Nocaute (soco)                       | Ring of Combat 23                       | 20/02/2009 | 1     | 3:59  | Atlantic City, New Jersey  |                 |
| Vitória | 8–1    | Jon Kirk                  | Finalização (mata-leão)              | SWC 2 - Battleground                    | 28/11/2008 | 1     | 3:19  | Frisco, Texas              |                 |
| Derrota | 7–1    | Eduardo Telles            | Nocaute (chute na cabeça)            | Fury FC 6 - High Voltage                | 12/07/2008 | 2     | 2:18  | Rio de Janeiro             |                 |
| Vitória | 7–0    | Silmar Rodrigo            | Decisão (unânime)                    | Mo Team League 1                        | 11/08/2007 | 3     | 5:00  | Brasil                     |                 |
| Vitória | 6–0    | Gerson Silva              | Decisão                              | XFC Brazil                              | 29/04/2007 | 3     | 5:00  | Rio de Janeiro             |                 |
| Vitória | 5–0    | Nailson Bahia             | Finalização (chave de braço)         | XFC Brazil                              | 29/04/2007 | 1     | 1:24  | Rio de Janeiro             |                 |
| Vitória | 4–0    | Danillo Villefort         | Nocaute Técnico (socos)              | Gold Fighters Championship 1            | 20/05/2006 | 1     | N/A   | Rio de Janeiro             |                 |
| Vitória | 3–0    | Carlos Eduardo dos Santos | Finalizaão (guilhotina)              | Wild Fight 1                            | 01/10/2005 | 2     | 2:46  | Minas Gerais               |                 |
| Vitória | 2–0    | Walter Luis               | Finalização (keylock)                | Champions Night 12                      | 06/05/2005 | 2     | 0:55  | São Paulo                  |                 |
| Vitória | 1–0    | Emerson Avila             | Finalização (mata-leão)              | Champions Night 12                      | 06/05/2005 | 1     | 1:58  | São Paulo                  |                 |